# キャメル・メリアン
カメル・メリアン（Camel Meriem, 1979年10月18日 - ）は、フランス・ドゥー県オダンクール出身の元サッカー選手。現役時代のポジションはMF。アルジェリアにルーツを持つ。
弟のサミルもサッカー選手。

## キャリア
FCソショーの下部組織で育ち、クラブのリーグ・ドゥ優勝に貢献、ジロンダン・ボルドーに移籍する。ボルドーでは燻っていたが、UEFAカップで決勝に進むなどしたオリンピック・マルセイユへのローン移籍が転機になり、再び注目を集める。2009年にASモナコとの契約が切れ、半年間無所属だったが2010年2月アリス・テッサロニキと1年半の契約を結んだ。

## 代表歴
2002年にはフランス代表としてUEFA U-21欧州選手権で準優勝した。アルジェリア代表から何度も打診を受けるも固辞し続け、2004年11月17日、ポーランド代表戦でフランスA代表デビューした。

## タイトル
- FCソショー

リーグ・ドゥ(1): 2000-2001
- ジロンダン・ボルドー

クープ・ドゥ・ラ・リーグ(1): 2002

## 所属クラブ
- FCソショー　1997-2002
- FCジロンダン・ボルドー  2002-2005

→  オリンピック・マルセイユ　2003-2004 (Loan)
- ASモナコ  2005-2009
- アリス・テッサロニキ 2010.2-.6
- ACアルル＝アヴィニョン 2010-2011
- OGCニース 2011-2013
- アポロン・リマソール 2013-2015